# رودسر
رودسر (بالفارسية: رودسر) هي منطقة سكنية تقع في إيران في البلدة المركزية. يقدر عدد سكانها بـ 33,321 نسمة .

## أعلام
- مسعود مرادي